# Euplexaura mollis
Euplexaura mollis är en korallart som beskrevs av Nutting 1910. Euplexaura mollis ingår i släktet Euplexaura och familjen Plexauridae. Inga underarter finns listade i Catalogue of Life.